# Maternidad (metro de Caracas)
Maternidad es una de las estaciones de la Línea 2 del Metro de Caracas.